# Saint-Amant (Charente)
Saint-Amant korábbi község Franciaországban, Charente megyében. Lakosainak száma 687 fő (2018. január 1.). Saint-Amant Aignes-et-Puypéroux, Chavenat, Gurat, Juignac, Montmoreau-Saint-Cybard, Saint-Laurent-de-Belzagot, Salles-Lavalette és Vaux-Lavalette községekkel határos.
2017. január 1-jén négy másik korábbi községgel egyesült és az így létrejött Montmoreau új község része lett.

## Népesség
A település népessége az elmúlt években az alábbi módon változott:
| Lakosok száma | 631  | 603  | 660  | 665  | 646  | 687  | 704  | 695  | 689  | 687  |
|               | 1968 | 1975 | 1982 | 1990 | 1999 | 2011 | 2013 | 2015 | 2017 | 2018 |